# Апанаева, Гюзель Махмудовна
Гюзель Махмудовна Апанаева ― российская артистка, танцовщица, Заслуженная артистка РСФСР (1984), Народная артистка Российской Федерации (2001), директор Школы-студии при Государственном академическом ансамбле народного танца под руководством Игоря Моисеева.

## Биография
Родилась 27 июля 1948 года в Москве, РСФСР.
После завершения учёбы в средней школе поступила в хореографическое училище при Большом театре СССР по классу Ольги Иордан ― ученицы Агриппины Вагановой. Окончила училище в 1966 году.
Гюзель Апанаева могла стать артисткой классического балета. Многие ведущие театры приглашали её работать к себе, но она предпочла работать у Игоря Моисеева, который в ту пору создавал труппу «Молодой балет», где в 1967—1972 годах Апанаева была ведущей солисткой. В этой труппе она была первой партнёршей Александра Годунова, впоследствии ставшего всемирно известным танцовщиком.

С 1972 по 2000 годы Г. М. Апанаева работала в Государственном академическом ансамбле народного танца под руководством Игоря Моисеева. И здесь ее дарование раскрылось с новой силой. Стихия народного танца, образы и характеры, экспрессия и настроение — все было выражено ею в танце. Вместе с Ансамблем она с триумфом выступала более чем в 40 странах мира.— 
Со временем труппа «Молодой балет» была преобразована в Ансамбль народного танца под руководством Игоря Моисеева. Здесь в репертуар Г. Апанаевой вошли более тридцати сольных номеров, некоторые были поставлены «для неё», раскрывали особенности ее творческой индивидуальности, например, такие композиции, как: «На катке», «Добрый охотник», «Ночь на Лысой горе», «Спартак», «Вечер в таверне»).
Закончив танцевальную карьеру, которая длилась 34 года, Апанаева решила заняться педагогикой, с этой целью окончила школу Государственного института театрального искусства (ГИТИС). После этого в 2000 году была назначена директором Школы-студии при Государственном академическом ансамбле народного танца, на этом назначении настоял именно Игорь Александрович Моисеев.
В Школе-студии Гюзель Махмудовна Апанаева преподает классический и народно-сценический танцы, репетируя текущий репертуар, она старается продолжать и развивать традиции моисеевской школы исполнительства.
За большой вклад в развитии танцевального искусства в 1984 году Апанаевой присвоено почётное звание «Заслуженная артистка РСФСР», а в 2001 году она была удостоена звания «Народная артистка России». Награждена орденом «Знак Почёта» и орденом «Дружбы».
В 2008 году стала Лауреатом приза «Душа танца», учреждённого журналом «Балет», в 2010 году стала Лауреатом Общероссийского конкурса «Лучший преподаватель детской школы искусств». Лауреат премии Правительства Российской Федерации в области культуры в 2015 году.
В марте 2014 года поддержала аннексию Крыма, подписала письмо президенту России Владимиру Путину в поддержку аннексии. 

## Фильмография
- 1969 — Влюблённые — Гузаль
- 1973 — Встречи и расставания — эпизод

## Награды
- Орден Дружбы (25 декабря 2014 года) — за большие заслуги в развитии отечественной культуры и искусства, многолетнюю плодотворную деятельность[4].
- Знак отличия «За наставничество» (8 июля 2024 года) — за заслуги в профессиональном становлении молодых специалистов и активную наставническую деятельность[5].
- Орден «Знак Почёта» (14 ноября 1980 года) — за большую работу по подготовке и проведению Игр XXII Олимпиады[6].
- Народная артистка Российской Федерации (6 сентября 2001 года) — за большие заслуги в области искусства[7].
- Заслуженная артистка РСФСР (28 декабря 1984 года) — за заслуги в области советского хореографического искусства[8].
- Премия Правительства Российской Федерации в области культуры (2015 год)
- Благодарность Министра культуры Российской Федерации (21 октября 2003 года) — за многолетнюю плодотворную деятельность по профессиональной подготовке кадров в области отечественного хореографического искусства и в связи с 60-летием со дня основания[9].